# Кнессет 22-го созыва
Кнессет 22-го созыва (ивр. הכנסת העשרים ושתיים‎) — парламент Государства Израиль, избранный на парламентских выборах в сентябре 2019 года. 22-й кнессет не смог сформировать правительство и был распущен.
Кнессет приведён к присяге 3 октября 2019 года, и начал работу 7 октября.
21 ноября 2019 президент передал кнессету мандат на формирование правительства; 12 декабря 2019 года самораспустился.
Спикер парламента — Юлий Эдельштейн.
Из 120 избранных депутатов — 28 женщин. Старейший депутат Кнессета (Яэль Герман) родилась в 1947 году. Кроме того, до образования Государства Израиль, в 1947 году, родился Хаим Кац.
Кнессет 23-го созыва был приведён к присяге 16 марта.

## Список партий
- Кахоль-Лаван — 33 мандата
- Ликуд — 32 мандата
- Объединённый арабский список — 13 мандатов (до 10 февраля 2020 года)
- ШАС — 9 мандатов
- Наш дом Израиль — 8 мандатов
- Яхадут ха-Тора — 7 мандатов
- Авода-Гешер — 5 мандатов
- Ха-махане ха-демократи — 5 мандатов
- Ямина − 7 мандатов (до 10 октября 2019 года)
- Ихуд Леуми — 4 мандата (с 10 октября 2019 года)
- Новые правые — 3 мандата (с 10 октября 2019 года)
- Хадаш — 5 мандатов (с 10 февраля 2020 года)
- НДА — 3 мандата (с 10 февраля 2020 года)
- Объединённый арабский список — 3 мандата (с 10 февраля 2020 года)
- Арабское движение возрождения — 2 мандата (с 10 февраля 2020 года)